# 克里斯·菲德勒
克里斯·菲德勒（英語：Chris Fydler，1972年11月8日—），澳大利亚男子游泳运动员。他曾代表澳大利亚参加1992年、1996年和2000年夏季奥林匹克运动会游泳比赛，其中2000年奥运会获得一枚金牌。